# داوید بلینی
داوید بلینی (ایتالیایی: David Bellini؛ ‏ ۷ نوامبر ۱۹۷۲ – ۲۰ اکتبر ۲۰۱۶) فیلم‌نامه‌نویس و کارگردان تلویزیونی اهل ایتالیا بود.
از فیلم‌ها یا مجموعه‌های تلویزیونی که وی در آن‌ها نقش داشته‌است، می‌توان به یک پزشک در خانواده اشاره نمود.